# Kembangarum (Mranggen)
Kembangarum is een bestuurslaag in het regentschap Demak van de provincie Midden-Java, Indonesië. Kembangarum telt 9379 inwoners (volkstelling 2010).